# Androstenone
L'androstenone (5α-androst-16-en-3-one) è un feromone steroideo. Si trova nella saliva del cinghiale, nel citoplasma del sedano e nei tartufi. L'androstenone è stato il primo feromone di mammifero ad essere identificato. Si trova in alte concentrazioni nella saliva dei suini maschi e, se inalato da una femmina in calore, fa sì che la femmina assuma la posizione di accoppiamento.

## Biosintesi
L'androstenone è sintetizzato a partire dall'androstadienone dalla 5α-reduttasi e può essere convertito in 3α-androstenolo o 3β-androstenolo dalla 3-chetosteroide reduttasi.

## Proprietà
A seconda del soggetto, è ritenuto avere un odore sgradevole di sudore o urina, un odore di legno o persino un gradevole odore floreale.
In piccole quantità, l'odore è difficilmente rilevabile dalla maggior parte delle persone. Ciò può essere dovuto a un polimorfismo nel gene del recettore che codifica per il recettore dell'androstenone. Tuttavia, la capacità di rilevare l'odore varia notevolmente. È stato dimostrato che l'odore può essere rilevato dalle persone fino a livelli tra le 0,2 parti per miliardo e le 0,2 parti su 100 milioni. Esistono due diversi genotipi che consentono a un individuo di avvertire l'odore dell'androstenone. Il primo genotipo, che consiste in due copie perfettamente funzionanti del gene, è l'allele RT/RT, e il secondo è l'allele RT / WM. Il recettore OR7D4 ha due polimorfismi a singolo nucleotide non-sinonimi, che fanno sì che il gene abbia due sostituzioni di aminoacidi, che a loro volta fanno agire diversamente il recettore. Quelli in possesso dei due geni propri (RT/RT) per OR7D4 tendono a descrivere l'odore dello steroide come l'odore di urina stantia. Quelli con un solo gene (RT/WM) in genere descrivono l'odore come debole o non sono in grado di rilevarlo. Possono anche trovare l'odore "piacevole", "dolce" o "simile alla vaniglia".
Diversi gruppi riportano, tuttavia, che alcuni individui che inizialmente non riescono a sentire l'odore di androstenone possono imparare ad annusarlo con esposizioni ripetute ad esso.

### Rilevabilità come feromone
Nell'uomo, l'androstenone è stato anche suggerito di essere un feromone; tuttavia, ci sono pochi dati scientifici a supporto di questa affermazione. L'organo vomeronasale è un organo di senso olfattivo ausiliario responsabile del rilevamento dei feromoni come più di un semplice odore. La maggior parte degli umani adulti possiede qualcosa che assomiglia a questo organo, ma non ha una funzione attiva. Agli umani mancano le cellule sensoriali esistenti in altri mammiferi necessarie per rilevare i feromoni al di là dell'odore. Gli umani difettano anche della capacità genetica di produrre attivamente queste cellule sensoriali.
C'è anche una specifica anosmia all'odore in alcuni umani; essi non sono in grado di annusare odori specifici, ma hanno, altrimenti, un normale senso dell'olfatto. Tuttavia, ciò non dovrebbe in alcun modo essere considerato indicativo per essere etichettato come feromone, come è vero per oltre 80 composti olfattivi.
Per gli animali, l'odore di androstenone può agire come un segno sociale di dominio, oppure può essere un modo per attirare un compagno.

## Uso commerciale
L'androstenone è l'ingrediente attivo di un prodotto commerciale venduto agli allevatori di suini per testare le scrofe per il momento dell'inseminazione artificiale.
Alcuni prodotti disponibili in commercio sono pubblicizzati usando affermazioni che contengono feromoni sessuali umani, incluso androstenone, e che possono agire come afrodisiaci. Questi prodotti sono oggetto di marketing tramite e-mail di massa indesiderate.